# High Voltage (dal)
A High Voltage az AC/DC egyik kislemeze, amely 1975. június 23-án jelent meg. Ez a nyolcadik szám az együttes második albumából, a T.N.T.-ből. A dalt Angus Young, Malcolm Young, és Bon Scott írta meg. A brit kislemezlistán a 48-dik helyezést érte el 1980-ban.

## A dal hátteréről
A dal osztozik a nemzetközi és az ausztrál album címével is. A nemzetközi kiadásban ez az utolsó, kilencedik szám, amely 1976 májusában jelent meg az Egyesült Királyságban és néhány európai országban.
Hiába készült jó felvétel Phil Rudd szereplésével, ekkora a tényleges dobos Tony Currenti volt. A lemez borítóján is ő található.
A "High Voltage" az AC/DC egyik legnépszerűbb dala, öt albumban is szerepel: If You Want Blood You Have Got It (énekes Bon Scott, 1978), Live: 2 CD Collector's Edition (Brian Johnson, 1992), Live from the Atlantic Studios (Scott, 1977), Let There Be Rock (film) (Scott, 1979), és a Bonfire című albumban.
A koncerteken, ez a dal eggyé vált a közönséggel. A hídon, ahol Scott énekeli, "I said high, I said high" ezt kiterjesztették, úgy, hogy Scott és Brian Johnson is ismétli a "high"-t szót, ezzel növelve meg a szám hangulatát, amire a tömeg hasonlóan reagál, szintén hangosan. Ezt hosszú perceken keresztül követi egy diszkréten támogató ritmus, amit Angus Young "rögtönöz" gitárján.
A 2010-es Black Ice World Touron képeket vetítettek ki Scottról a dal refrénjén, így megemlékezve meg a halálának 30. évfordulójáról.

## Közreműködtek

### AC/DC
- Bon Scott - énekes
- Angus Young - szólógitáros
- Malcolm Young - ritmusgitáros, háttérvokál
- Mark Evans - basszusgitáros
- Tony Currenti - dobos

### Produkció
- producerek: Harry Vanda, George Young

## Fordítás
Ez a szócikk részben vagy egészben  a   High Voltage (song) című angol Wikipédia-szócikk fordításán alapul.  Az eredeti cikk szerkesztőit annak laptörténete sorolja fel. Ez a jelzés csupán a megfogalmazás eredetét és a szerzői jogokat jelzi, nem szolgál a cikkben szereplő információk forrásmegjelöléseként.